# Sebatik
Sebatik – wyspa w Azji Południowo-Wschodniej, położona na wschód od Borneo (najmniejsza odległość między obiema wyspami wynosi 1 km). Przez wyspę przebiega granica indonezyjsko-malezyjska.
Wyspa znajduje się pomiędzy Zatoką Tawau na północy a Zatoką Sebuku na południu.
Malezyjską część wyspy zamieszkuje około 25 tysięcy osób, z kolei część indonezyjską około 80 tysięcy.